# 戸田一刀流
戸田一刀流（とだいっとうりゅう）は、剣術の流派の一つ。
流祖は戸田一刀斎家通。富田勢源、鐘捲自斎、伊藤一刀斎などとの関係は不明(しかし中条流、一刀流系統と同名の型が多数見られる)。越前国朝倉氏の士で、古くは外田と書き、文禄4年（1595年）7月22日愛宕の勝軍地蔵に祈って秘法を得たという。また諸国を巡り修行中鹿島山に参籠して巻物十二巻を授かり、一派を立てたという。秋田藩に伝えられていた。

## 型名
戸田一刀流太刀之事
一心二刀
明剱、真劔、絶命剱、今時定剱、獨明剱、下拂、本覚、精眼崩、比津身之位、宝持剱、鐡火之小太刀、稲妻、太刀剱、一文字、無一剱

戸田流太刀之事
柄詰、柄砕之小太刀、相車、左車、手離剱
戸田一刀流太刀極位之事
一心二刀
野中之幕、戸入、鹿之洞入、獅子之洞入、其具足、拾節、有無、切陰、無相剱、一ツ之太刀、乳之道、細道、廻車、二人詰、三人詰、長刀之大事、無之位、九寸五分之大事、御家之太刀、鑓留之大事、四條之位、五條之位

戸田一刀流切合之内鑓之事
虎走、糸走、水月、雲法